# Ioanna Spiteri-Veropoulou
Ioanna Spiteris-Veropoulou (griechisch Ιωάννα Σπητέρη-Βεροπούλου, * 1920  in Athen; † 2000 ebenda) war eine griechische Bildhauerin der Nachkriegszeit und Vertreterin des Expressionismus.

## Lebenslauf
Sie wurde in Athen geboren und stammte aus Smyrna. 1941 heiratete sie den Kunstkritiker Tonis Spiteris. Sie studierte Jura an der Universität Athen und Bildhauerei an der Hochschule für Bildende Künste Athen (1947–1952) als Schülerin des bekannten Bildhauers Michael Tombros. Von 1958 bis 1963 lebte sie in Venedig und die folgenden dreizehn Jahre in Paris. Seit 1976 lebte und arbeitete sie in Athen und Paris.
1960 hatte sie ihre erste Einzelausstellung, der zahlreiche weitere in Griechenland und im Ausland folgten. Sie nahm an Ausstellungen wie Greek Artists (New York, 1958), Salon des Réalités Nouvelles (1963, 1965) und der 8. Biennale von São Paulo (1963) teil. In den 1980er Jahren schenkten Spiteris-Veropoulou und ihr Mann ihr Archiv, ihre Bibliothek und ihre Werke der Telloglio-Stiftung in Thessaloniki. Sie starb 2000 in Athen.
Ihre Lehrzeit bei Tombros und ihre Auslandsaufenthalte beeinflussten ihren künstlerischen Stil. Sie gilt als expressionistische Künstlerin, deren Frühwerk deutliche Einflüsse des Kubismus (französisch cubisme) aufweist. Ihre späteren Werke zeichnen sich durch eine Vorliebe für streng strukturierte geometrische Formen und das Spiel mit den Schattierungen aus, die das natürliche Licht auf dem jeweiligen Material erzeugt. Sie arbeitete hauptsächlich mit Metall. Ihre Skulpturen waren oft monumental und befinden sich auf öffentlichen Plätzen in Griechenland und Frankreich. Ein weiterer Aspekt ihrer Arbeit war der Entwurf von Kostümen für Theateraufführungen.